# ولدیمیر رایبین
ولدیمیر رایبین (انگلیسی: Volodymyr Rybin؛ زادهٔ ۱۴ سپتامبر ۱۹۸۰) دوچرخه‌سوار اهل اوکراین است.
وی در مسابقات کشوری و بین‌المللی در مجموع برندهٔ ۱ مدال طلا، ۱ مدال نقره شده‌است.

## زندگی
رایبین در لوهانسک زاده شد. وی همچنین از دوچرخه‌سواران بازی‌های المپیک تابستانی ۲۰۰۴ و ۲۰۰۸ بوده‌است.